# 馮蓋拉德冰川
77°39′S 163°20′E / 77.650°S 163.333°E
馮蓋拉德冰川是南極洲的冰川，位於維多利亞地的庫克里山北坡，處於克雷森特冰川和艾肯冰川之間，現時由南極條約體系管理。